# Ратдрам (Ајдахо)
Ратдрам (енгл. Rathdrum) град је у америчкој савезној држави Ајдахо.

## Демографија
По попису из 2010. године број становника је 6.826, што је 2.01 (41,7%) становника више него 2000. године.
| Група             | 2000.         | 2010.         |
| Белци             | 4.502 (93,5%) | 6.342 (92,9%) |
| Афроамериканци    | 7 (0,1%)      | 13 (0,2%)     |
| Азијати           | 16 (0,3%)     | 21 (0,3%)     |
| Хиспаноамериканци | 149 (3,1%)    | 247 (3,6%)    |
| Укупно            | 4.816         | 6.826         |